# Comicus
Comicus is een geslacht van rechtvleugeligen uit de familie Schizodactylidae. De wetenschappelijke naam van dit geslacht is voor het eerst geldig gepubliceerd in 1888 door Brunner von Wattenwyl.

## Soorten
Het geslacht Comicus omvat de volgende soorten:
- Comicus arenarius Ramme, 1931
- Comicus cabonegrus Irish, 1986
- Comicus calaharicus Irish, 1986
- Comicus calcaris Irish, 1986
- Comicus campestris Irish, 1986
- Comicus capensis Brunner von Wattenwyl, 1888
- Comicus carnalli Irish, 1995
- Comicus cavillorus Irish, 1986